# روبرت جي. كارد
روبرت جي. كارد (بالإنجليزية: Robert G. Card)‏ هو رائد أعمال أمريكي، ولد في فبراير 1953 في ياكيما في الولايات المتحدة.